# 曹维恭
曹维恭（？—）男，籍贯不详，改革开放后中华人民共和国派往世界银行任职的第一人。

## 生平
曹维恭是1950年代毕业的水电研究生，熟练掌握英语、俄语。曹维恭在上中学时，与一位美国神父关系比较好，在这位神父返回美国之后，二人还曾通信。此后，这段同美国神父的交往被当作所谓“悬案”，曹维恭受到无休止的政治打击和排挤。
1980年代初，中华人民共和国开始建立同国际货币基金组织、世界银行的关系。李锐在中华人民共和国水利电力部内是最早倡导争取世界银行贷款者，并且成功使云南省鲁布革水电站成为利用世界银行贷款建设的大型工程。李锐力主派人进入世界银行工作，世界银行也希望自中华人民共和国招聘雇员，从而实现雇员的多元化。1980年代初，世界银行拥有许多印度籍雇员，但无一名来自中国大陆的雇员，印度每年度获得的世界银行贷款是中华人民共和国的几倍乃至十余倍以上。
经李锐推荐，当时在中华人民共和国水利电力部计划司工作的工程师曹维恭通过了世界银行的考评，获得录用通知。但中华人民共和国水利电力部人事司未通过对曹维恭的政治审查，以曹维恭“历史上有悬案”为由，拒不批准曹维恭赴世界银行任职。李锐先帮曹维恭解决了所谓“悬案”，随后拍板称：“我为曹维恭担保，出了问题我负责！”至此，曹维恭得以入世界银行工作，成为当时首位来自中国大陆的世界银行雇员（非台湾、香港、澳门或外籍华人雇员）。
此后，世界银行在中国大陆的贷款额度由1981年度的1亿美元，猛增至2003年度的11.45亿美元。截至2003年，世界银行向中国大陆提供贷款累计接近366亿美元，245个项目获得支持（其中大约1/10的项目为水力电力项目）。中国大陆的贷款总额迅速超过印度。曹维恭等在世界银行工作的中国大陆专业人才，对此功不可没。
2003年之前，一次曹维恭从中国大陆探亲回到美国之后，给李锐的女儿李南央打来电话说：“我跟你爸爸说不要再写了，写那些有什么意思？我每次见到他都要劝他。人家不愿意听，这些事让年青人去做吧，你写写回忆录就行了。”这是因为李锐晚年仍笔耕不辍，就政治话题不断写作。